# Tokiwa Takako
Tokiwa Takako (chữ Nhật: 常盤貴子; sinh ngày 30 tháng 4 năm 1972) là một nữ diễn viên Nhật Bản. Takako sinh tại Yokohama, Nhật Bản. Cô được biết đến và từng giành giải thương "Nữ diễn viên xuất sắc nhất" của Nhật Bản năm 2005 cho vai diễn trong bộ phim Akai Tsuki. Cô được gọi là nữ hoàng phim truyền hình của Nhật Bản là "bình hoa đẹp" phủ sóng truyền hình lẫn điện ảnh Nhật, Hồng Kông và Đài Loan với gương mặt dịu dàng và ngoại hình nõn nường.

## Sự nghiệp
Takako Tokiwa được biến đến từ loạt phim truyền hình Devil’s kiss (Nụ hôn của ác ma) vào năm 1993. Sau đó, Takako đóng một số phim tình cảm như Hãy nói anh yêu em và Cuộc đời hạnh phúc. Cô đã được mời sang Hồng Kông đóng phim A Fighter's Blues (Điệu nhảy của người lính) cùng ca sĩ kiêm diễn viên Lưu Đức Hoa.
Năm 2005, với vai diễn chính trong bộ phim Akai Tsuki, cô được đề cử giải Nữ diễn viên chính xuất sắc tại Giải thưởng hàn lâm Nhật Bản. Sau đó Tokiwa vẫn tiếp tục đóng bộ phim Hikidashi no Naka no Love Letter (Lá thư tình trong ngăn kéo).
Trong sự nghiệp của mình, cô đã đóng khoảng 30 phim truyền hình và đã giành nhiều giải thưởng dành cho nữ diễn viên truyền hình xuất sắc nhất Nhật Bản.

## Các phim đã đóng

### Điện ảnh
- Moonlight Express (1999)
- A Fighter's Blues/Điệu nhảy của người lính (2000)
- Sennen no koi - Hikaru Genji monogatari (2001)
- Long Love Letter: Hyôryu kyôshitsu /Lá thư tình trong ngăn kéo (2002)
- Get Up! (2003)
- Akai tsuki (2004)
- Jiu mei hu (2004)
- Hoshi ni natta shonen (2005)
- Mamiya kyodai (2006)
- Brave Story (lồng tiếng) (2006)
- Metro ni notte (2006)
- Tamamoe! (2007)
- 20th Century Boys (2008)
- Dirty Hearts (Corações Sujos) (2011)

### Truyền hình
- Eve wa Hatsukoi no youni (TBS, 1991)
- Ai wa douda (TBS, 1992)
- Juunen ai (TBS, 1992)
- Akuma no kiss/nụ hôn ác ma (Fuji TV, 1993)
- The Wide Show (ザ・ワイドショー) (TBS, 1994)
- Coming Home (TBS, 1994)
- Watashi no unmei (TBS, 1994–95)
- Kinjirareta Asobi vai Ayumi (NTV, 1995)
- Aishiteiru to Ittekure vai Hiroko (TBS, 1995)
- Mada koi wa hajimaranai (Fuji TV, 1995)
- Minikui ahiru no ko vai Masako (Fuji TV, 1996)
- Mahiru no tsuki vai Yamashita Mae (TBS, 1996)
- Hitori gurashi vai Miho (TBS, 1996)
- Risou no kekkon vai Mari (TBS, 1997)
- Saigo no koi Shinozaki Aki (TBS, 1997)
- Meguri Ai (めぐり逢い) vai Yoshikawa Eri (吉川繪里) (TBS, 1998)
- Tabloid (Fuji TV, 1998)
- Utsukushii hito vai Murasame Miyuki (TBS, 1999)
- Kabachitare vai Tamura Nozomi (Fuji TV, 2000)
- Cuộc đời tươi đẹp vai Machida Kyoko (TBS, 2000)
- Long Love Letter vai Misaki Yuka (Fuji TV, 2002)
- Renai Hensachi vai Takamiya Kotoko (Fuji TV, 2002)
- Ryuuten no ouhi - Saigo no koutei vai Aishinkakura (Saga) Hiro (TV Asahi, 2003)
- The Hit Parade vai Watanabe Misa (Fuji TV, 2006)
- Gyokuran (TV Asahi, 2007)
- Bizan (Fuji TV, 2007)

## Tai tiếng
Khi chuẩn bị kết hôn với nam tài tử Keishi Nagatsuka trong năm 2009, cô bị báo giới đưa tin rằng cô đã hối lộ tình dục, bán rẻ thân xác để kiếm những vai diễn. Tờ Tuần báo Nhật Bản (Japanese Weekly) đã trích lời một nhân viên thuộc đài truyền hình mà Takako Tokiwa thường cộng tác đưa thông tin rằng:
Sau đó, cô thừa nhận đã từng có quan hệ tình cảm không trong sáng với nhiều nhân vật có tầm ảnh hưởng trong làng giải trí Nhật để tìm kiếm danh vọng và thành công trong sự nghiệp. Nhưng đó là chuyện cũ, sau đó thì cô đã phấn đấu bằng chính khả năng của mình.
Cô phát biểu rằng:
| “               | Khi còn trẻ, tôi đã từng rất háo hức tham dự các buổi tiệc. Tại đó, tôi được yêu cầu phục vụ những nhân vật có tầm ảnh hưởng. Nhiều người trong số đó cũng hiểu rằng các cô gái trẻ luôn chấp nhận chiều chuộng họ để kiếm vài vai diễn và danh vọng. Khi đó, tôi mới hoàn thành kỳ thi tốt nghiệp trung học. Tôi biết mình được nhận vào công ty bởi vẻ đẹp ngoại hình và tôi chấp nhận đặt bút ký vào hợp đồng với công ty quản lý | ” |
| — Takako Tokiwa | |   |

Tuy gặp tai tiếng nhưng cô vẫn không hủy hôn lễ của mình.